# 許冠武
許冠武（英語：Stanley Hui Koon Mo；1944年6月4日—），香港商人及電影人。在香港演藝圈著名的“許氏兄弟”（許冠文、許冠武、許冠英、許冠傑）中排行第二，曾在許氏兄弟喜劇系列《半斤八両》及《新半斤八両》中客串演出，並擔任《錢作怪》副導演及《摩登保鑣》執行導演等幕後崗位，亦曾擔任其四弟許冠傑演唱會的策劃和嘉賓等工作。

## 生平
許冠武1944年6月4日生於廣西柳州，跟隨父母兄弟在廣州居住，直到1950年代移居香港，最初居住於鑽石山上元嶺徙置區，1960年代搬到蘇屋村彩雀樓。他在1956年畢業於永康中學附屬小學。1970年畢業於香港珠海學院新聞學系。1970年代開始協助許氏兄弟電影，負責幕後工作，1980年代開始從商，偶然於許氏兄弟電影亮相或在許冠傑演唱會作嘉賓或策劃。

## 家族成員
- 許冠文（Michael Hui）：許家长子，有一子許思維及一女許思行。
- 許冠英（Ricky Hui）：許家三子，著名演員。昵称：鸡泡。代表作有《发钱寒》、《僵尸先生》等。於2011年因心臟病離世，終年65歲。
- 許冠傑（Samuel Hui）：許家四子，著名歌手和演員，在香港乐坛有“歌神”称号。電影代表作有：《鬼馬雙星》、《半斤八兩》、《最佳拍檔》、《衛斯理傳奇》、《紅場飛龍》、《笑傲江湖》等。

## 外部連結
- 許冠武在互联网电影资料库（IMDb）上的資料（英文）
- 許冠武在香港影庫上的簡介
- 許冠武在豆瓣上的资料（简体中文）
- 許冠武在时光网上的簡介（简体中文）